# Filippo Borromeo
Filippo Borromeo, II conte di Arona, conte di Peschiera (Arona, 1419 – Arona, 1469), è stato un nobile, politico e banchiere italiano.

## Biografia

### Giovinezza
Figlio di Vitaliano I Borromeo e di sua moglie, Ambrosina Fagnani, assieme al genitore espanse notevolmente la già cospicua fortuna bancaria del padre conducendo commerci in tutta Europa.

### Matrimonio
La sua fama e la sua ricchezza gli consentirono di sposarsi con una rampolla dell'alta nobiltà di Milano, Francesca Visconti, figlia del conte Lancillotto Visconti di Cicognola, dalla quale ebbe tre figli e due figlie.

### Carriera
Come unico erede del padre ne ereditò tutte le sostanze e supportò il padre a suo tempo nel suo coinvolgimento politico a favore della Repubblica Ambrosiana. 
Ma si adeguò subito nel 1449 quando Francesco Sforza ebbe preso il controllo di Milano e dissolto la Repubblica, al punto che il nuovo Signore di Milano riconobbe il suo valore e gli garantì i possedimenti che erano stati della sua famiglia, nominandolo anche "cavaliere aurato".

### Ultimi anni e morte
Francesco Sforza favorì notevolmente Filippo nominandolo suo consigliere di fiducia e questo gli consentì di aprire filiali della sua banca a Barcellona ed a Londra. Nel 1461 venne nominato Conte di Peschiera. 
Morì nel 1464, appena due anni prima del suo patrono Francesco Sforza. Suo figlio primogenito, Vitaliano II Borromeo, gli succedette come Conte di Arona.

## Ascendenza
|                       |   |                    | Genitori          |  |  | Nonni |  |  | Bisnonni               |  |  | Trisnonni            |  |
|                       |   |                    |                   |  |  |       |  |  | Girolamo de' Vitaliani |  |  | Pietro de' Vitaliani |  |
|                       |   |                    |                   |  |  |       |  |  | Girolamo de' Vitaliani |  |  | Pietro de' Vitaliani |  |
|                       |   | …                  |                   |  |  |       |  |  | Girolamo de' Vitaliani |  |  |                      |  |
| Giacomo de' Vitaliani |   |                    |                   |  |  |       |  |  | Girolamo de' Vitaliani |  |  |                      |  |
|                       |   | Beatrice Zabarella | Calorio Zabarella |  |  |       |  |  |                        |  |  |                      |  |
|                       |   | Beatrice Zabarella | Calorio Zabarella |  |  |       |  |  |                        |  |  |                      |  |
|                       |   | Beatrice Zabarella | …                 |  |  |       |  |  |                        |  |  |                      |  |
| Vitaliano I Borromeo  |   | Beatrice Zabarella |                   |  |  |       |  |  |                        |  |  |                      |  |
|                       |   | Filippo Borromeo   | Lazzaro Borromeo  |  |  |       |  |  |                        |  |  |                      |  |
|                       |   | Filippo Borromeo   | Lazzaro Borromeo  |  |  |       |  |  |                        |  |  |                      |  |
|                       |   | Filippo Borromeo   | …                 |  |  |       |  |  |                        |  |  |                      |  |
| Margherita Borromeo   |   | Filippo Borromeo   |                   |  |  |       |  |  |                        |  |  |                      |  |
|                       |   | Telda Lascaris     | …                 |  |  |       |  |  |                        |  |  |                      |  |
|                       |   | Telda Lascaris     | …                 |  |  |       |  |  |                        |  |  |                      |  |
|                       |   | Telda Lascaris     | …                 |  |  |       |  |  |                        |  |  |                      |  |
| Filippo I Borromeo    |   | Telda Lascaris     |                   |  |  |       |  |  |                        |  |  |                      |  |
|                       | … | …                  |                   |  |  |       |  |  |                        |  |  |                      |  |
|                       | … | …                  |                   |  |  |       |  |  |                        |  |  |                      |  |
|                       | … | …                  |                   |  |  |       |  |  |                        |  |  |                      |  |
| Giacomo Fagnani       | … |                    |                   |  |  |       |  |  |                        |  |  |                      |  |
|                       |   | …                  | …                 |  |  |       |  |  |                        |  |  |                      |  |
|                       |   | …                  | …                 |  |  |       |  |  |                        |  |  |                      |  |
|                       |   | …                  | …                 |  |  |       |  |  |                        |  |  |                      |  |
| Ambrosina Fagnani     |   | …                  |                   |  |  |       |  |  |                        |  |  |                      |  |
|                       |   | …                  | …                 |  |  |       |  |  |                        |  |  |                      |  |
|                       |   | …                  | …                 |  |  |       |  |  |                        |  |  |                      |  |
|                       |   | …                  | …                 |  |  |       |  |  |                        |  |  |                      |  |
| …                     |   | …                  |                   |  |  |       |  |  |                        |  |  |                      |  |
|                       |   | …                  | …                 |  |  |       |  |  |                        |  |  |                      |  |
|                       |   | …                  | …                 |  |  |       |  |  |                        |  |  |                      |  |
|                       |   | …                  | …                 |  |  |       |  |  |                        |  |  |                      |  |
|                       |   | …                  |                   |  |  |       |  |  |                        |  |  |                      |  |